# آکاساکا
آکاساکا (به ژاپنی: 赤坂 Akasaka) یکی از محله‌های توکیو پایتخت ژاپن است که در منطقهٔ میناتو واقع شده‌است. آکاساکا در شمال روپونگی قرار دارد و در حال حاضر به ۹ محلهٔ کوچکتر تقسیم شده‌است.

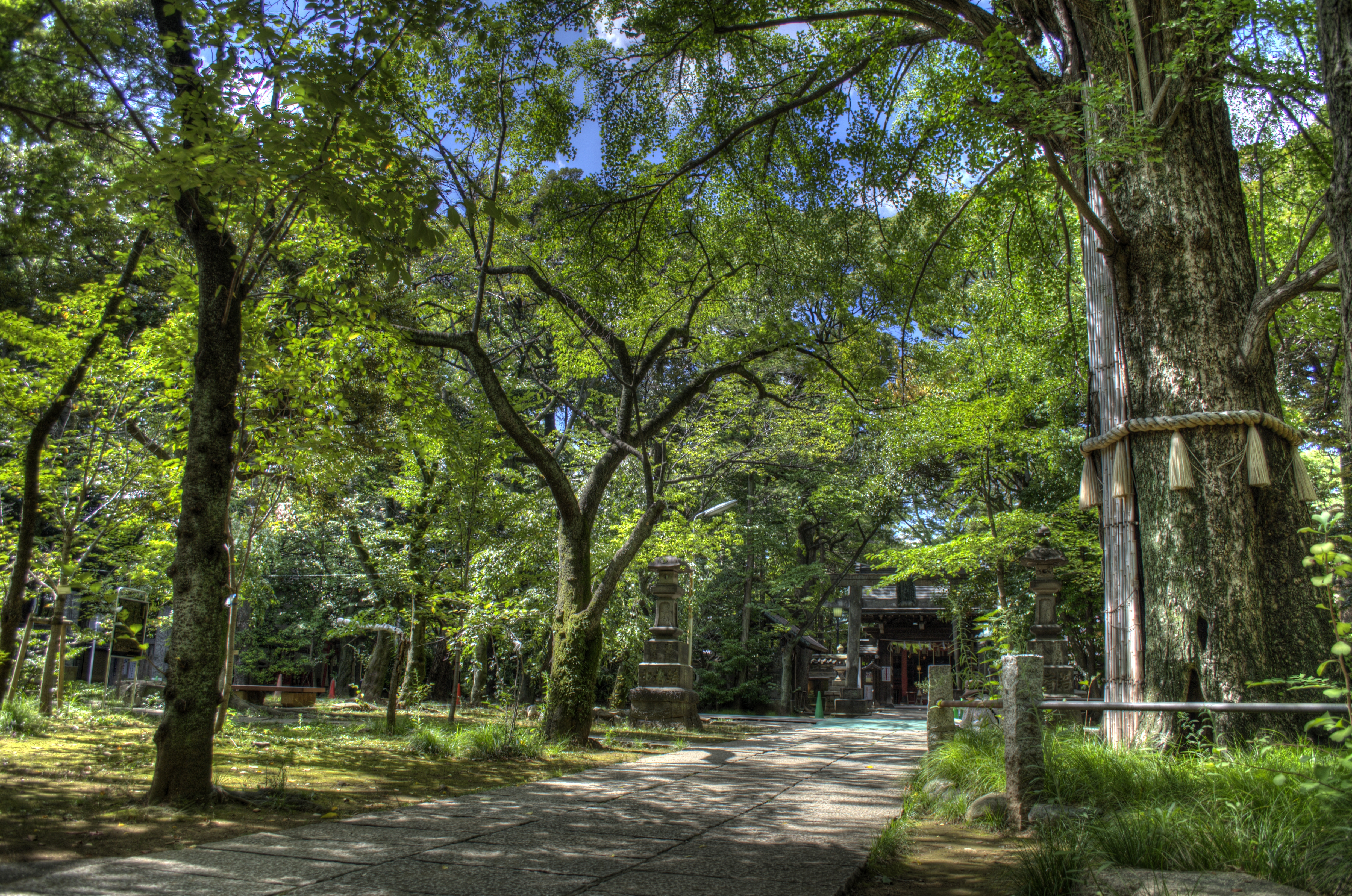
پارک هیکاوا در آکاساکا

## جاهای آکاساکا
- آکاساکا ساکاس (akasaka Sacas)، مرکز پخش شبکه تلویزیونی TBS در این ساختمان جای دارد.
- معبد هیئه، معبد شینتو، معبدی به سبک معاصر
- معبد هودوجی، معبد بودائی
- پارک هینوکیچو
- آسمانخراش توکیو میدتاون
- معبد نوگی، معبد شینتو
- موزه سانتوری
- معبد آکاساکاهیکاوا، معبد شینتو

## دسترسی
- متروی توئی، خط اوادو، ایستگاه روپونگی
- متروی توکیو، خط چیودا، ایستگاه آکاساکا

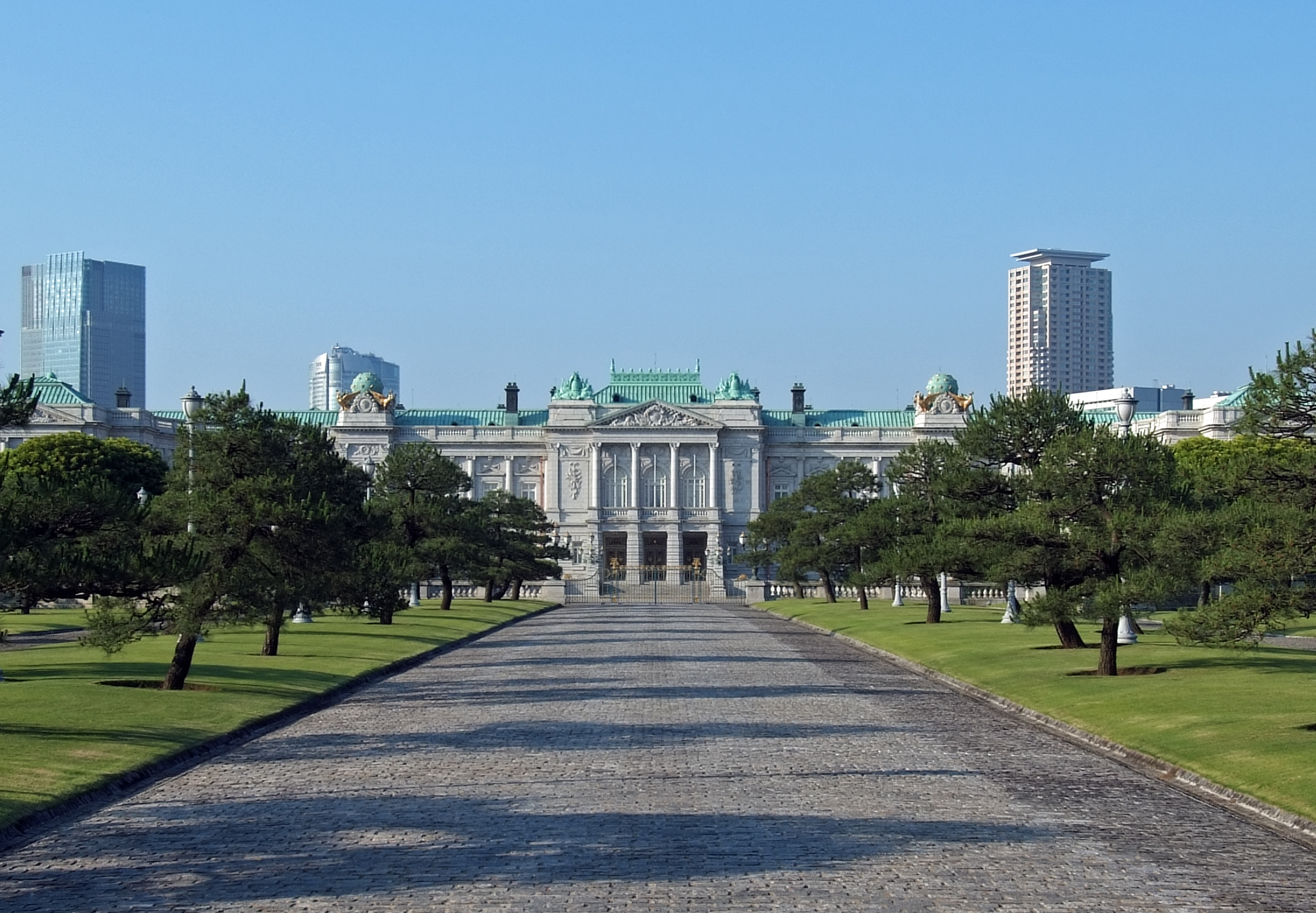
قصر گی‌هینکان آکاساکا
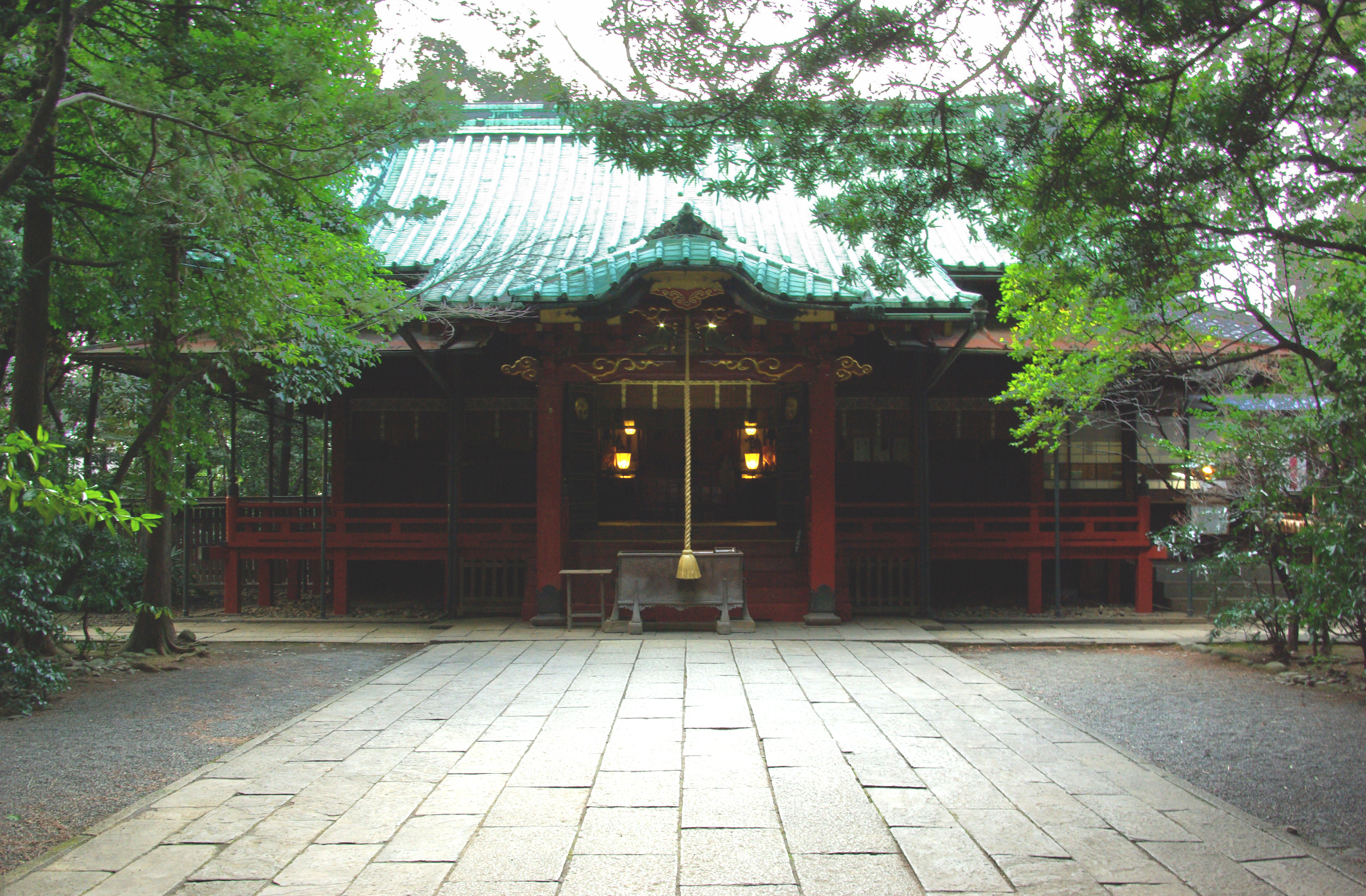
معبد هیکاوا